# Oliver Stone
Oliver Stone (New York, 15. rujna 1946.), američki filmski redatelj i scenarist, trostruki dobitnik Oscara.

## Životopis
Stone je rođen u New Yorku. Njegov otac bio je židovske, a majka katoličke vjeroispovijesti. Oliver je odgojen u Episkopalnoj Crkvi, kao kompromis između roditelja, ali se poslije obratio na budizam. 
Roditelji su mu se razveli dok je bio u srednjoj školi. Stone je studirao na fakultetu Yale, The Hill School i New York University. 1967. se prijavio za rat u Vijetnamu i izričito zahtijevao dužnost na bojnom polju. Bio je dva puta ranjen te je dobio medalje za svoje doprinose. 
Poslije je snimio tri filma o Vijetnamu -  Vod smrti (1986.), Rođen 4. srpnja (1989.) i Nebo i zemlja (1993.). Ove filmove nazvao je trilogijom, iako se sva tri bave raznim aspektima rata. Vod smrti je poluautobiografski film o Stoneovim iskustvima u ratu. Rođen 4. srpnja temeljen je na autobiografiji Rona Kovica. Nebo i zemlja je istinita priča Le Ly Hayslipa, vijetnamske djevojke čiji je život izmijenio rat.
Tijekom istog perioda, Stone je napisao scenarij i režirao filmove Wall Street (1987.), koji je  Michaelu Douglasu donio Oscara za najboljeg glavnog glumca, i The Doors (1991.), s Valom Kilmerom u glavnoj ulozi.
Stone je osvojio tri Oscara. Prvi Oscar bio je za najbolji adaptirani scenarij za film Ponoćni ekspres (1978.). Osvojio je dva Oscara za režiju filmova Vod smrti i Rođen 4. srpnja.
Za film Godina zmaja (1985.) zaradio je nominaciju za nagradu Razzie u kategoriji najgoreg scenarija. Osim toga, napisao je scenarij za filmove Conan barbarin (1982.), Lice s ožiljkom (1983.), 8 milijuna načina za umrijeti (1986.) i Evita (1996.). Napisao je ili je surađivao na scenariju za sve svoje filmove, osim za Pogrešno skretanje (1997.). Prvi film koji je režirao bio je mračni horor Seizure (1974.).

## Nedavni rad
U zadnjih deset godina, Stone je režirao Pogrešno skretanje (1997.), koji je opisao kao mali film koji bi uživao gledati kao tinejdžer, Samo igra (1999.), film o bitkama za premoć u i oko ekipe američkog nogometa, i  Aleksandar Veliki (2004.), biografski film o Aleksandru Velikom.
Kasnije je rekao kako su ga pogodile kritike Aleksandra, koji je (iako je film bio jedan od najuspješnijih filmova u inozemstvu 2004.) bio financijski promašaj; troškovi produkcije i marketinga nisu bili premašeni zaradom. Ponovno je montirao film i izdao ga kao redateljevu verziju, koja je skratila film sa 175 na 167 minuta. Treća verzija filma, duga 3 sata i 45 minuta, izdana je 27. veljače 2007. na DVD formatu.
Nakon Aleksandra, Stone je režirao World Trade Center, koji je govorio o dvojici lučkih policajaca tijekom terorističkih napada 11. rujna 2001. Film nije prošao tako dobro kako se očekivalo, zaradivši 70 milijuna dolara, a snimljen je s budžetom od 63 milijuna. Ipak, u svijetu je zaradio oko 162 milijuna dolara.

## Kontroverze
Stoneovi filmovi često su kritizirani zbog promoviranja teroija urota i povijesnih netočnosti. Hipoteza filma JFK, na primjer, govori kako mnogi visokorangirani vladini dužnosnici stoje iza ubojstva predsjednika Johna F. Kennedyja. Film je u medijima bio kritiziran kao mješavina istine i fikcije. Stone je ubrzo nakon izlaska filma objavio verziju scenarija sa svojim bilješkama, u kojima navodi izvore svojih navoda. Slično tome, objavio je sličnu verziju scenarija svog filma Nixon, koji je bio nominiran za četiri Oscara, ali je bio kritiziran zbog prikazivanja predsjednika  Richarda M. Nixona.
Govorilo se da se Stone drogira za vrijeme snimanja svojih filmova. Na DVD-u redateljske verzije filma Rođeni ubojice, jedan od producenata Jane Hamsher sjetila se kako je sa Stoneom, nekim glumcima i ekipom uzimala gljive sa psilocibinom te da ih je umalo zaustavila policija - situacija koju je Stone poslije ubacio u film. Rođene ubojice snimljen je i montiran je na lud način, pa su se koristile crno-bijele kamere od 8mm i one u boji od 35mm, kako bi se dočarali ne samo radnja, nego i misli i osjećaji likova. Film je kritiziran zbog slavljenja nasilja. Stone je pobio takve tvrdnje, rekavši kako je to satira glorificiranja nasilja i nasilnih ljudi u američkim medijima. Zapravo, originalni scenarij napisao je Quentin Tarantino, koji je bio nezadovoljan konačnim rezultatom jer se Stone koncentrirao na medije pa je zatražio da se njegovo ime makne s uvodne špice. Tarantino je ipak potpisan, pod oznakom "Story By".
1997. je Jane Hamsher napisala knjigu o snimanju filma, Killer Instinct. Knjiga je zaradila dobre ocjene te se dobro prodavala u Hollywoodu.
1999. je Stone uhićen i osuđen zbog posjedovanja droge i vožnje pod utjecajem narkotika. Poslan je na rehabilitacijski program. Ponovno je uhićen 27. svibnja 2005. u Los Angelesu zbog posjedovanja male količine  marihuane.
2003. je Stone otputovao na  Kubu gdje je tri dana intervjuirao  Fidela Castra. Rezultat je bio dokumentarac Comandante u kojem Stone i Castro razgovaraju o filozofiji, povijesti, filmskim zvijezdama, Che Guevari, važnim događajima u zadnjih 50 godina i Castrovom pogledu na budućnost revolucije. Film je trebao biti prikazan u svibnju 2003. na HBO-u, ali je otkazan nakon što su otmičari prijetili da će ubiti putnike na kubanskom trajektu ako ih ne odvedu u SAD. Castro je pogubio otmičare, a film nije prikazan zbog prosvjeda kubanskog lobija u Miamiju. Stone se vratio na Kubu kako bi snimio politički dokumentarac, "Looking For Fidel", koji se bavio uvjetima života na otoku i odnosu Kube i SAD-a. Film je emitiran na HBO-u početkom 2004. Stone je izjavio kako se divi kubanskoj revoluciji i podupire kubanska prava kao suverene države slobodne od američkog utjecaja.

## Ostali radovi
1993. je Stone producirao ABC-ovu telvizijsku mini-seriju, Wild Palms. Stone se pojavio u cameo ulozi u televizijskoj emisiji raspravljajući kako su teorije iz njegova filma JFK bile dokazane (radnja serije odvija se u budućnosti, u 2007.). Wild Palms je postala kultna serija, a objavljena je i na DVD-u.
1997. je objavio autobiografski roman A Child's Night Dream. Knjiga je gotovo u cijelosti bila roman toka svijesti, o njegovim iskustvima iz djetinjstva, koledža i Vijetnama.
2003. je snimio dva dokumentarca: Persona Non Grata, o izraelsko-palestinskom sukobu, i Fidel Castro: El Comandante, o kubanskom predsjedniku Fidelu Castru. 2004. je snimio drugi dokumentarac o Castru, nazvan Looking for Fidel. Stone se nazvao Castrovim prijateljem i poštovateljem.
2009., Stone je završio dokumentarni film o venezuelanskom predsjedniku Hugu Chavezu i usponu progresivnih ljevičarskih vlada u Latinskoj Americi. Kao pobornik Chaveza i Bolivarske revolucije, nadao se da će ovim filmom navesti Zapadni svijet na preispitivanje stava o venezuelanskom predsjedniku i socijalizmu. Premijeri filma South of the Border koja je održana na Venecijanskom filmskom festivalu, pridružio se i Hugo Chavez.

## Izabrana filmografija (režija)
- 1974. - Seizure
- 1981. - Ruka
- 1986. - Salvador
- 1986. - Vod smrti; Osvojen Oscar, BAFTA i Zlatni globus
- 1987. - Wall Street
- 1989. - Rođen 4. srpnja; Osvojen Oscar i Zlatni globus
- 1991. - The Doors
- 1991. - JFK; Nominacija za Oscara, osvojen Zlatni globus
- 1993. - Nebo i zemlja
- 1994. - Rođeni ubojice; Nominacija za Zlatni globus
- 1995. - Nixon
- 1997. - Pogrešno skretanje
- 1999. - Samo igra
- 2004. - Aleksandar Veliki
- 2006. - World Trade Center
- 2008. - W.
- 2010. - Wall Street: Novac nikad ne spava

## Vanjske poveznice
- Oliver Stone u internetskoj bazi filmova IMDb-u (engl.)